# Petko Todorow

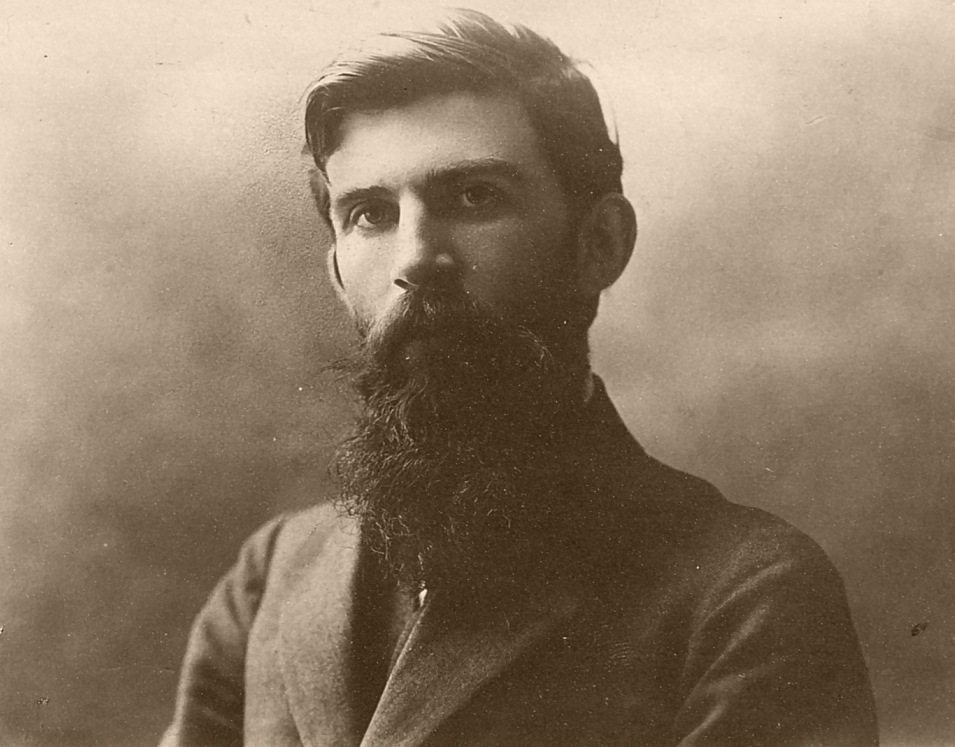
Petko Todorow

Petko Jurdanow Todorow (bulgarisch Петко Тодоров; * 8. Oktober 1879 in Elena; † 14. Februar 1916 in Château-d’Oex, Schweiz) war ein bulgarischer Schriftsteller.
Von 1899 bis 1904 studierte Todorow Rechtswissenschaften, Literatur und Philosophie in Berlin und Leipzig. 1912 lernte er Maxim Gorki auf Capri kennen. Er war einer der vier Mitarbeiter der Zeitschrift Misal, die 1892–1907 erschien.
Er verfasste Erzählungen und Dramen, wobei er sich Motiven der bulgarischen Volksdichtung bediente und psychologische und ethische Probleme behandelte.

## Werke (Auswahl)
- Die Bauleute, Drama, 1902
- Die Ersten, Drama, 1907
- Skizzen und Idyllen, Erzählung, 1909 (deutsch: 1919, Bulgarische Bibliothek 8)